# Sontbrug (Kopenhagen - Malmö)
De Sontbrug (officieel Øresundsbron, porte-manteauwoord van het Deense Øresundsbroen en het Zweedse Öresundsbron) is het opvallendste onderdeel van de 16 kilometer lange verbinding voor weg- en spoorverkeer over de Sont tussen Denemarken en Zweden. George Rothne ontwierp de brug en het ingenieursbureau Arup tekende het constructief ontwerp van de brug.

## Uiterlijk

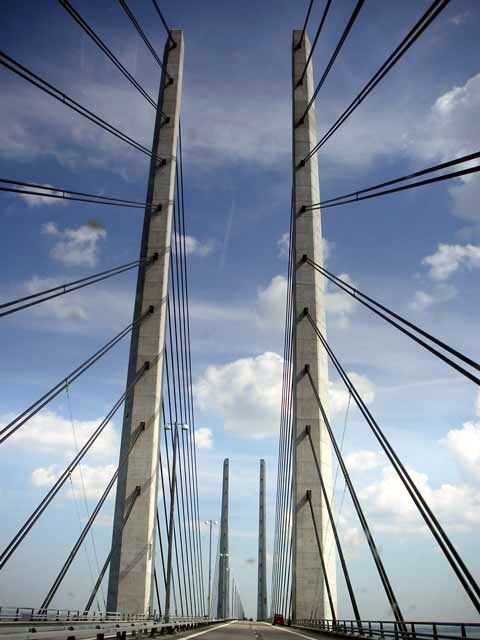
De Sontbrug gezien vanuit een auto

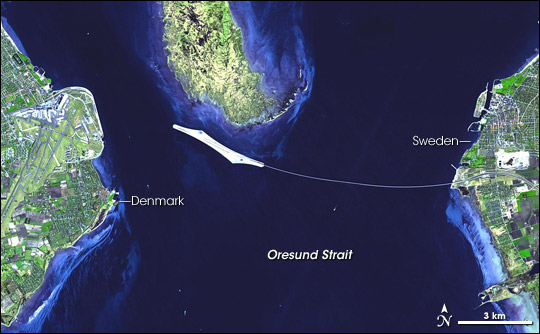
Satellietfoto

De Sontbrug vormt de verbinding tussen Kopenhagen en Malmö. De grootste overspanning van deze tuibrug is 490 meter. De hoogste pyloon is 204 meter. Naar schatting weegt de brug in totaal 82 miljoen kilogram. De maximale hoogte van het wegdek is 57 meter.
De verbinding, bestaande uit een spoorlijn met twee sporen en daarboven een weg met 2×2 rijstroken, werd op 1 juli 2000 door de Zweedse koning Karel XVI Gustaaf en de Deense koningin Margrethe II geopend. Een halve maand voor de officiële opening konden de Denen en Zweden door middel van een donatie aan het Deense Rode Kruis een kaart kopen om de brug skatend, fietsend of lopend over te gaan.
De gehele verbinding over de Sont bestaat uit een dubbeldeksbrug (autosnelweg boven, spoorweg beneden) van bijna 8 kilometer lang aan Zweedse kant; het kunstmatige eilandje Peberholm ("Pepereiland", zo genoemd als toespeling op het naburige natuurlijk gevormde Saltholm, "Zouteiland") met een lengte van 4 kilometer waar snelweg en spoorweg naast elkaar komen te liggen; en een 4 kilometer lange tunnel, de Drogdentunnel aan Deense kant. De bouw begon op 16 september 1993 en de kosten beliepen zo'n 3 miljard euro. De brug-tunnelcombinatie is aangelegd om de regio Kopenhagen-Malmö (Sontregio) een economische impuls te geven en zo tegenwicht te geven aan de neiging van de EU haar belang steeds meer zuidwaarts te zoeken. Daarnaast heeft ze de reistijd van Kopenhagen naar het Deense eiland Bornholm met circa drie uur verkort.

## Verkeer

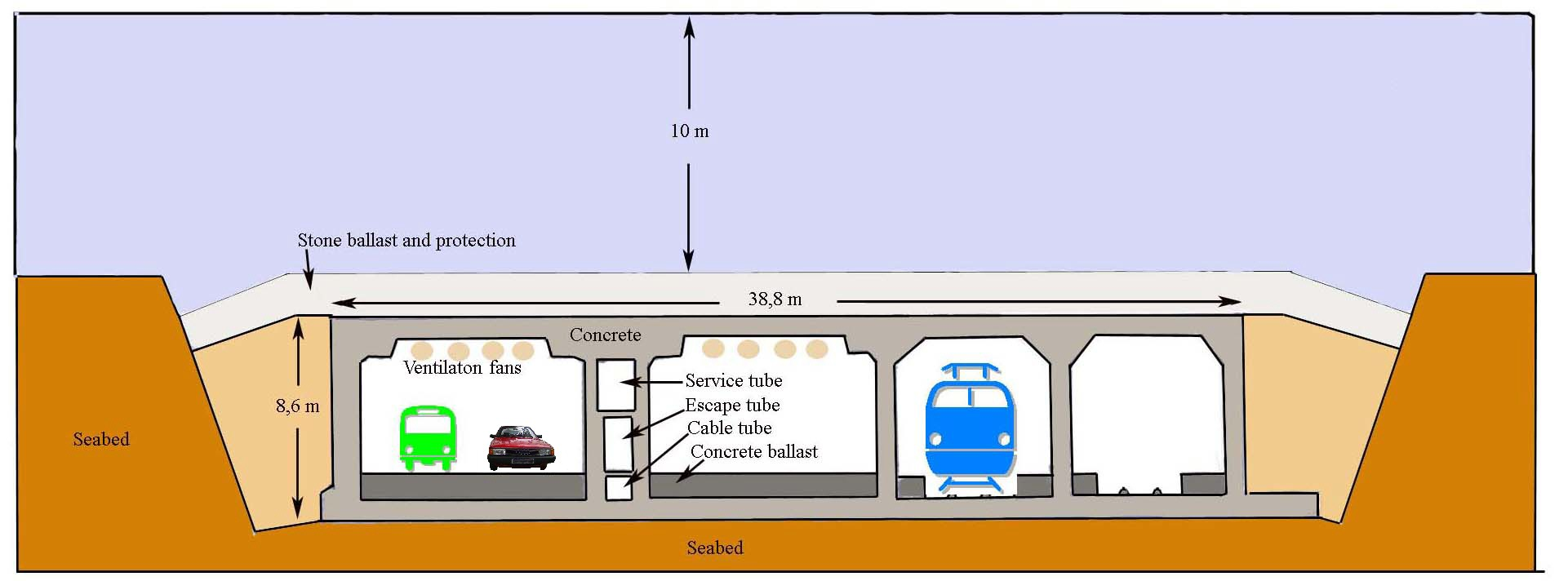
Dwarsdoorsnede van de tunnel

De E20 loopt over de brug. Per etmaal rijden er circa 11.800 voertuigen over de brug (4,3 miljoen voertuigen in 2004). De brug concurreert met de veerverbinding Helsingør-Helsingborg.
Fietsers worden op de brug niet toegelaten, maar kunnen de passage met de trein of snelboot maken. Bij de opening van de brug in 2000 werd er een halve marathon gelopen (Deens Broløbet, Zweeds Broloppet), van Denemarken over de brug naar het Zweedse Limhamn, een stadsgedeelte van Malmö. Na de halve marathon in 2000 werd die ook nog georganiseerd in 2002, 2003, 2004, 2005, 2006 en 2010. In 2010 zou dit voorlopig de laatste keer zijn, maar dit werd ook al aangekondigd in 2006.
Er geldt een permanent inhaalverbod voor het vrachtverkeer. Het vervoer van gevaarlijke goederen is alleen toegestaan tussen 23:00 uur en 06:00 uur.
| Jaar | Motoren | Auto's    | Auto's (6–9 m) | Bussen | Vrachtauto's | Totaal    |
| ---- | ------- | --------- | -------------- | ------ | ------------ | --------- |
| 2000 | 23.617  | 1.520.821 | 48.587         | 22.712 | 63.902       | 1.679.639 |
| 2001 | 24.330  | 2.660.807 | 74.505         | 37.745 | 153.485      | 2.950.872 |
| 2002 | 25.868  | 3.106.318 | 73.942         | 41.433 | 180.803      | 3.428.364 |
| 2003 | 26.881  | 3.418.382 | 86.477         | 41.294 | 208.402      | 3.781.436 |
| 2004 | 33.615  | 3.908.014 | 94.232         | 58.270 | 230.546      | 4.324.677 |
| 2005 | 29.878  | 4.499.640 | 109.631        | 56.480 | 269.164      | 4.964.793 |
| 2006 | 32.387  | 5.203.178 | 143.609        | 55.510 | 307.909      | 5.742.593 |
| 2007 | 38.376  | 5.674.513 | 161.807        | 52.339 | 314.590      | 6.745.968 |
| 2008 | 35.012  | 6.502.882 | 161.386        | 47.979 | 341.106      | 7.088.365 |
| 2009 | 33.845  | 6.565.023 | 164.025        | 42.742 | 298.071      | 7.103.706 |
| 2010 | 31.254  | 6.499.956 | 172.573        | 44.523 | 328.295      | 7.076.601 |
| 2011 | 29.672  | 6.375.075 | 180.655        | 44.651 | 358.104      | 6.988.157 |
| 2012 | 27.187  | 6.148.107 | 180.037        | 41.564 | 368.921      | 6.765.816 |
| 2013 | 32.438  | 6.028.040 | 182.605        | 40.935 | 401.389      | 6.685.407 |
| 2014 | 34.087  | 6.217.111 | 194.495        | 50.362 | 422.222      | 6.918.277 |
| 2015 | 33.999  | 6.314.046 | 203.779        | 46.812 | 448.792      | 7.047.428 |
| 2016 | 36.103  | 6.648.689 | 222.340        | 52.630 | 464.024      | 7.423.786 |
| 2017 | 33.937  | 6.724.703 | 236.468        | 48.950 | 486.252      | 7.530.310 |
| 2018 | 40.432  | 6.669.010 | 237.828        | 57.629 | 498.580      | 7.503.479 |
| 2019 | 40.595  | 6.595.692 | 160.134        | 58.750 | 599.060      | 7.454.231 |
| 2020 | 21.636  | 3.896.538 | 53.033         | 20.268 | 596.797      | 4.588.249 |
| 2021 | 25.200  | 4.004.220 | 101.780        | 21.738 | 639.961      | 4.792.899 |
| 2022 | 46.830  | 5.769.735 | 161.727        | 39.901 | 710.182      | 6.728.375 |
| 2023 | 41.974  | 6.335.448 | 189.812        | 47.455 | 674.749      | 7.289.438 |

## Tol
Voor de Sontverbinding geldt een tolplicht. Een tienrittenkaart biedt korting en voor forensen liggen de tarieven lager. De tarieven waren als volgt voor een enkele reis over de brug in Deense kronen (DKK), Zweedse kronen (SEK) en euro (EUR) (per mei 2016):
| Voertuig                          | DKK  | SEK  | EUR |
| --------------------------------- | ---- | ---- | --- |
| Motorfiets                        | 190  | 235  | 26  |
| Personenauto                      | 410  | 520  | 56  |
| Kampeerwagen/auto met caravan     | 700  | 880  | 96  |
| Minibus (6–9 meter)               | 700  | 880  | 96  |
| Bus (langer dan 9 meter)          | 1740 | 2145 | 239 |
| Vrachtwagen (9–20 meter)          | 1325 | 1660 | 182 |
| Vrachtwagen (langer dan 20 meter) | 1988 | 2490 | 273 |
| Treinkaartje                      | 75   | 83   | 10  |

## Grensovergang
De geografische grens tussen Denemarken en Zweden op de Sontbrug ligt ongeveer halverwege tussen Peberholm en het hoogste punt van de brug. De eigenlijke grensovergang, met elf rijstroken, ligt op het Zweedse vasteland. Hier geldt een maximumsnelheid van 30 km/u.

## Dramaserie genoemd naar de brug
De Zweeds-Deense tv-dramaserie Bron/Broen (internationaal bekend als The Bridge) is genoemd naar de Sontbrug, waar in het openingsdeel een lijk gevonden wordt, precies op de geografische grens tussen beide landen.